# Lisa Appignanesi
Lisa Appignanesi (nacida Elżbieta Borensztejn; Łódź, 4 de enero de 1946) es una escritora, novelista, crítica cultural, profesora de universidad, traductora y defensora de la libertad de expresión británica-canadiense.

## Biografía
Appignanesi nació como Elżbieta Borensztejn el 4 de enero de 1946 en Łódź, Polonia, hija de Hena y Aaron Borensztejn. Tras su nacimiento, sus padres se trasladaron a París, Francia, y en 1951 emigraron a Montreal, Canadá, donde creció.
Estudió en la Universidad McGill de Montreal, donde fue redactora de The McGill Daily. En 1966 se licenció y en 1967 obtuvo un máster —con una tesis sobre Edgar Allan Poe— y se casó con el escritor Richard Appignanesi. Tras su matrimonio, la pareja se trasladó a Inglaterra, donde obtuvo el título de Doctora en Literatura Comparada en la Universidad de Sussex en 1970. Durante este periodo pasó una temporada en París y Viena, y escribió la tesis que se convirtió en el libro Proust, Musil and Henry James: femininity and the creative imagination (Proust, Musil y Henry James: la feminidad y la imaginación creativa), que se publicó en 1974. La pareja tuvo un hijo, el director de cine Josh Appignanesi; se separaron en 1981 y se divorciaron en 1984.
Su posterior pareja fue John Forrester, profesor de Historia y Filosofía de la Ciencia en Cambridge, con quien escribió Freud's Women (Las mujeres de Freud). La hija de la pareja, Katrina Forrester, es profesora adjunta de Gobierno y Estudios Sociales en la Universidad de Harvard. Lisa Appignanesi reside en Londres.
Como escritora, Appiganesi es autora de once novelas, entre ellas, The Memory Man (2005) y Paris Requiem (2014). También ha escrito obras de no ficción, como el mencionado ensayo Freud’s Women, Simone de Beauvoir (2005), Losing the Dead (2013), Mad, Bad and Sad: A History of Women and the Mind Doctors from 1800 (2008), All About Love: Anatomy of an Unruly Emotion (2011), Trials of Passion (2014) y Everyday Madness: On Grief, Anger, Loss and Love (2018). Como cronista cultural ha editado numerosos volúmenes, ha escrito para The Guardian y The New York Review of Books, entre otros, y participa con frecuencia en emisiones radiofónicas de la BBC.
Es profesora invitada en el Departamento de Inglés del King's College de Londres, donde ha sido galardonada con el Wellcome Trust People Award por su serie pública sobre The Brain and the Mind.
Con su libro Mad, Bad, and Sad: A History of Women and the Mind Doctors ganó el Premio de la Asociación Médica Británica para la Comprensión Pública de la Ciencia de 2009, fue preseleccionada para el Premio Warwick y para el Premio Samuel Johnson, entre otros. También fue nominada para el Premio Charles Taylor y el Premio Literario Jewish Quarterly-Wingate por sus memorias familiares, Losing the Dead, mientras que su novela The Memory Man fue preseleccionada para el Premio de Escritores de la Commonwealth y ganó el Premio Canadiense de Ficción sobre el Holocausto. Losing the Dead describe cómo sus padres consiguieron sobrevivir a la Polonia ocupada por los nazis haciéndose pasar por arios. Junto con John Berger, tradujo la obra de Nella Bielski. Con The Year is 42 ganó el premio Scott Moncrieff de traducción literaria.
Por otra parte, Lisa Appignanesi ha presidido la Royal Society of Literature, el Freud Museum y el PEN inglés, y durante diez años fue directora adjunta del londinense Institute of Contemporary Arts. En 1987 fue nombrada Caballero de la Orden de las Artes y las Letras y Oficial de la Orden del Imperio Británico en 2013 por sus servicios a la literatura.